# 梅云街道
梅云街道，是中华人民共和国广东省揭阳市榕城区下辖的一个乡镇级行政单位。

## 行政区划
梅云街道下辖以下地区：
梅云社区、群光村、竹林村、群英村、石头村、厚洋村、云光村、梅畔村、大围村、新乡村、双梧村、汤前村、内畔村、夏桥村、伯劳村、潮东村、奎地村、何厝村、大西村和潮下村。